# Smith College
Het Smith College is een particulier vrouwencollege voor liberal arts, gelegen in Northampton in de Amerikaanse staat Massachusetts. Het is het grootste lid van de Seven Sisters. Smith is tevens lid van het Five Colleges consortium.

## Geschiedenis
Het college werd gesticht in 1871 volgens de wens van Sophia Smith. Zij liet in haar testament vastleggen dat ze bij overlijden haar familiefortuin, dat ze zelf op haar 65e had geërfd, voor dit doel wilde laten gebruiken. Het college opende in 1875 zijn deuren voor studenten. De eerste klas bestond uit 14 studenten. De campus werd in de jaren 90 van de 19e eeuw aangelegd als een botanische tuin en arboretum, ontworpen door Frederick Law Olmsted.
Vandaag de dag telt de universiteit 2.600 undergraduates op de campus, en 250 studenten die elders studeren. Het college is het grootste vrouwencollege in de Verenigde Staten. De campus heeft een oppervlakte van 0,6 vierkante kilometer, en bevat meer dan 1200 soorten bomen en struiken.

## Achtergrond
Het Smith College telt 41 academische departementen en programma’s. Het is het eerste vrouwencollege in de Verenigde Staten dat zijn eigen undergraduate-graad in techniek mocht uitreiken. Het had in 1892 het eerste vrouwenteam dat de nieuwe sport basketbal speelde.
Smith heeft een eigen junior year abroad (JYA) voor de Europese steden Parijs, Hamburg, Florence en Genève. Deze programma’s zijn noemenswaardig daar de studies verplicht gevolgd moeten worden in de taal van de gaststad.
De sportteams van het college staan bekend als de Pioneers.

## Presidenten
Het Smith College heeft de volgende presidenten gehad:
- Laurenus Clark Seelye 1875–1910
- Marion LeRoy Burton 1910–1917
- William Allan Neilson 1917–1939
- Elizabeth Cutter Morrow 1939–1940 (acting president)
- Herbert Davis 1940–1949
- Benjamin Fletcher Wright 1949–1959
- Thomas Corwin Mendenhall 1959–1975
- Jill Ker Conway 1975–1985
- Mary Maples Dunn 1985–1995
- Ruth Simmons 1995–2001
- John M. Connolly 2001–2002 (acting president)
- Carol T. Christ 2002–2013
- Kathleen McCartney 2013-2023